# Isle of Mans flag
Isle of Mans flag har en triskele på rød baggrund, et mærke som har en lang tradition som våben og flag på øen. Triskelen er trebenet og udstyret med rustning. De tre ben er sammenhæftet ved hofterne. Som våben for Man er mærket kendt tilbage til 1200-tallet. Det røde flag med de tre ben blev anerkendt som flag 1. januar 1933, men er også kendt i brug før denne dato. Gennem triskele-figuren har Mans flag lighedstræk med den autonome italienske region Siciliens flag.

## Koffardiflag
I 1971 fik Man igen eget koffardiflag, efter at det forrige koffardiflag blev afskaffet i 1935. Mans koffardiflag er en britisk red ensign med triskelemærket i den frie ende af flagdugen.

## Viceguvernørens flag
Viceguvernøren er kronens repræsentant på Man og fører sit eget flag efter samme model som guvernører i britiske besiddelser. Det vil sige det britiske unionsflag med koloniens våbenskjold omgivet af en krans i midten.